# Arnica attenuata
Arnica attenuata là một loài thực vật có hoa trong họ Cúc. Loài này được (Greene) Maguire mô tả khoa học đầu tiên.